# Daniel Thorell
Daniel Thorell, född 6 december 1997 i Stockholm, är en svensk cellist. Han har bland annat erhållit Polstjärnepriset 2016 Öresunds-Solist , Stockholm International Music Competition , Premio Rovere d ´oro, .
I maj 2019 var Daniel Thorell finalist och prisvinnare i den 54:e Markneukirchen International Cello Competition . I januari 2020 var han finalist i Antonio Janigro International Cello Competition och tilldelades Kroatiens Förenade Tonsättares Pris  I februari 2022 var han finalist i Svenska Solistpriset arrangerad av Kungliga Musikaliska Akademien 
Thorell har i huvudsak bedrivit cellostudier för  Solveig Saving, Elisabeth Lysell Bjermqvist, Jakob Koranyi och Torleif Thedéen och mottagit stipendier från Kungliga Musikaliska Akademien , SWEA International Sigrid Paskell Scholarship for the Performing Arts  , John Andersson i Anderslöv 2020 och 2024 , Saltöstiftelsens Järnåkerstipendium.   
Thorell har också studerat för Gautier Capuçon åren 2019-2020 och är sedan 2019 medlem i Opus13 String Quartet.